# Catocala nupta
Catocala nupta (tên tiếng Anh: Bướm cánh trong đỏ) là một loài bướm đêm of Noctuidae family.
Đây là loài bướm đêm châu Âu lớn có sải cánh 80 mm. Bướm bay vào tháng 8 và tháng 9 và bị thu hút bởi ánh đèn và đường ăn.

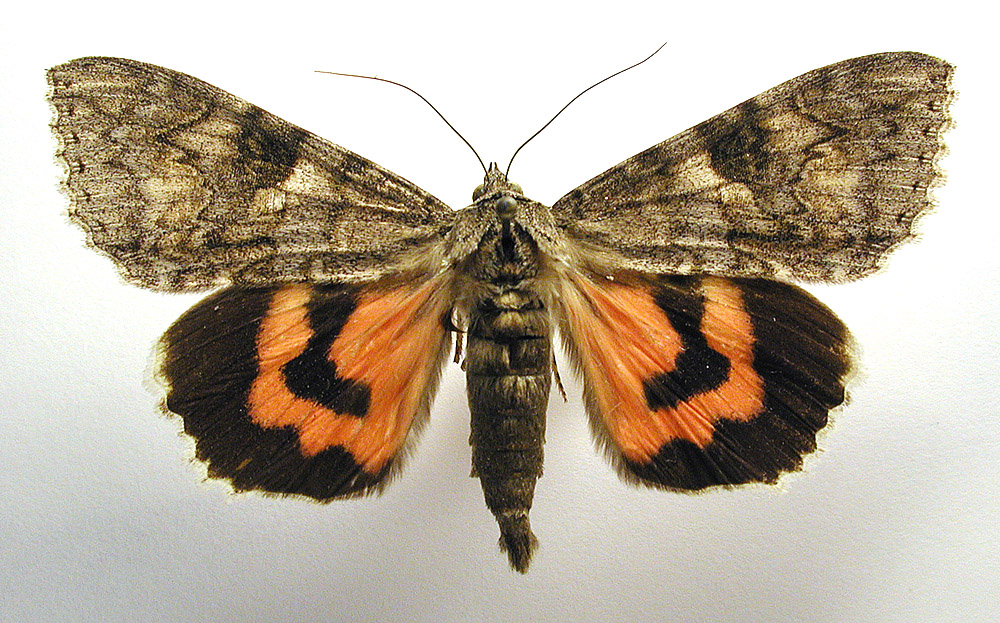
Mounted

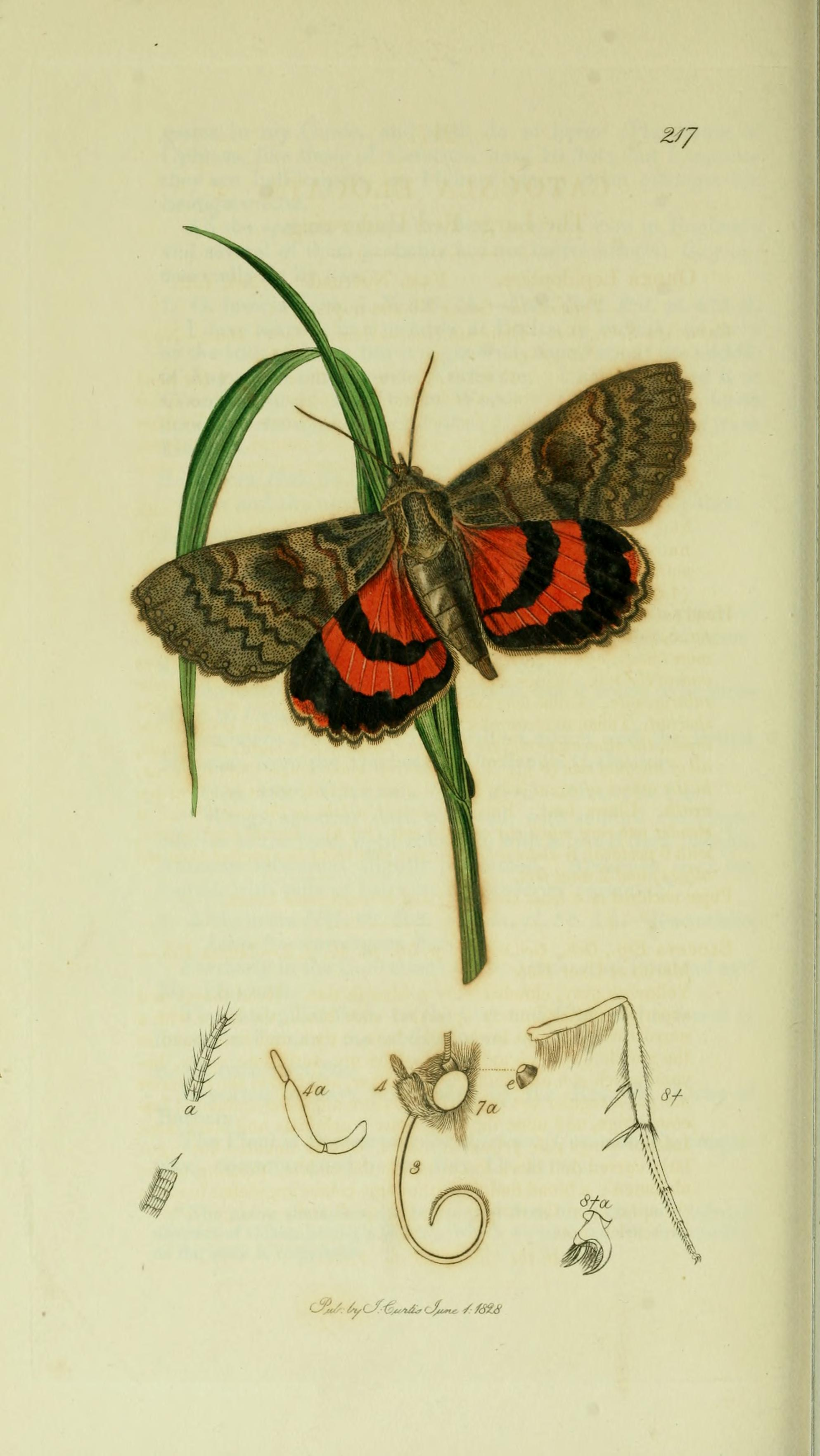
Minh họa từ John Curtis's British Entomology Volume 5

Con trưởng thành ăn mật hoa, sâu bướm ăn lá cây liễu.

## Hình ảnh

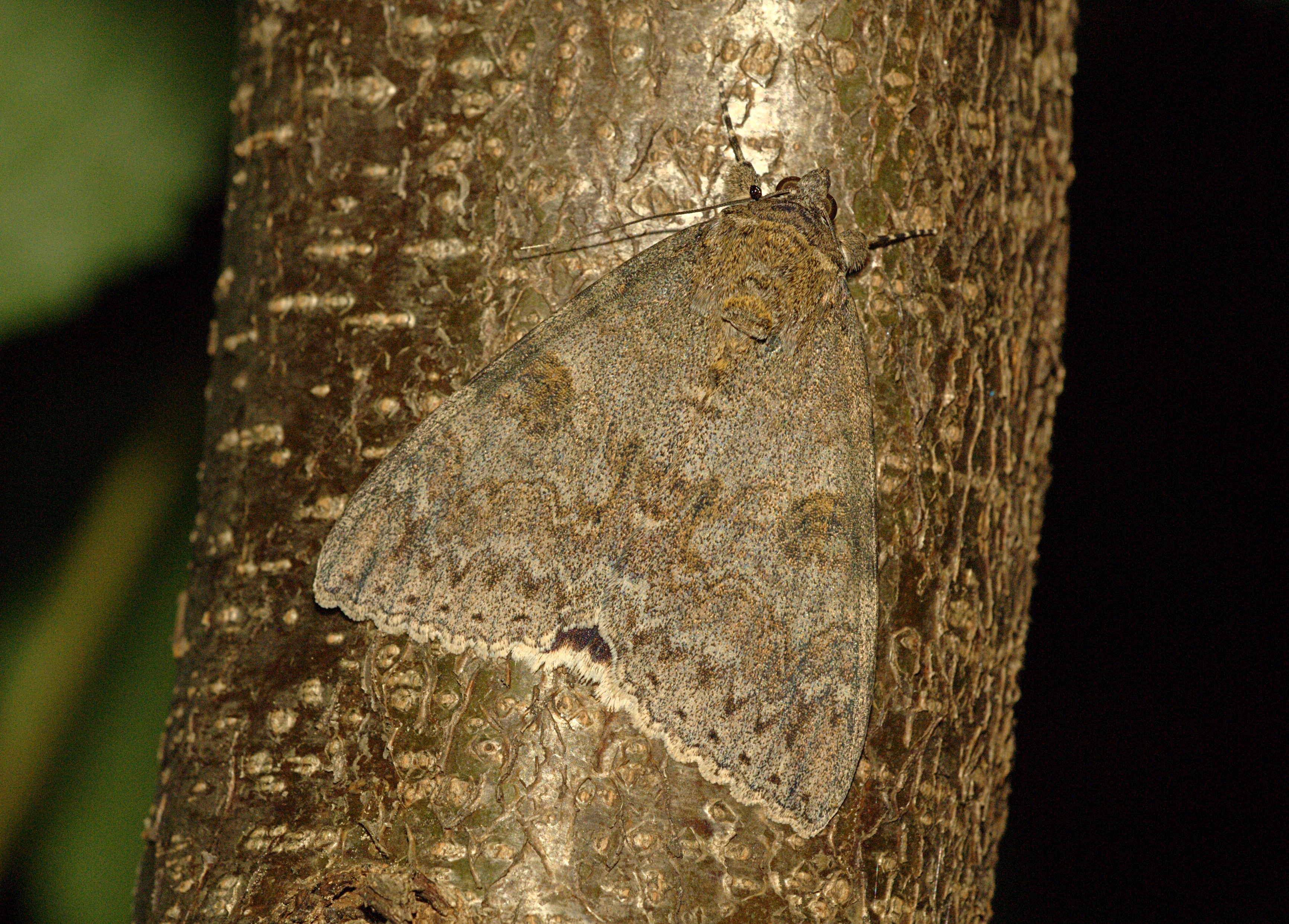
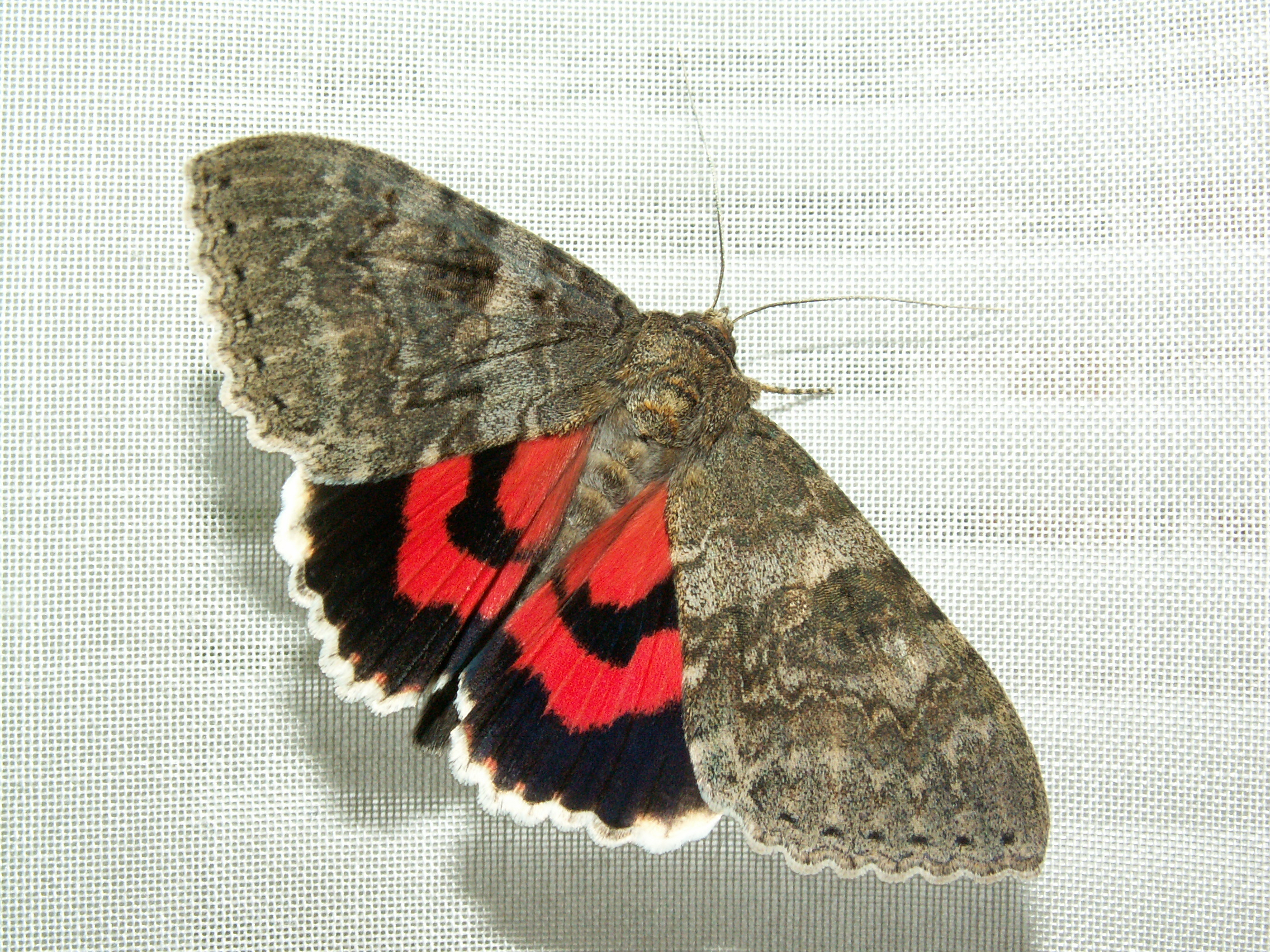
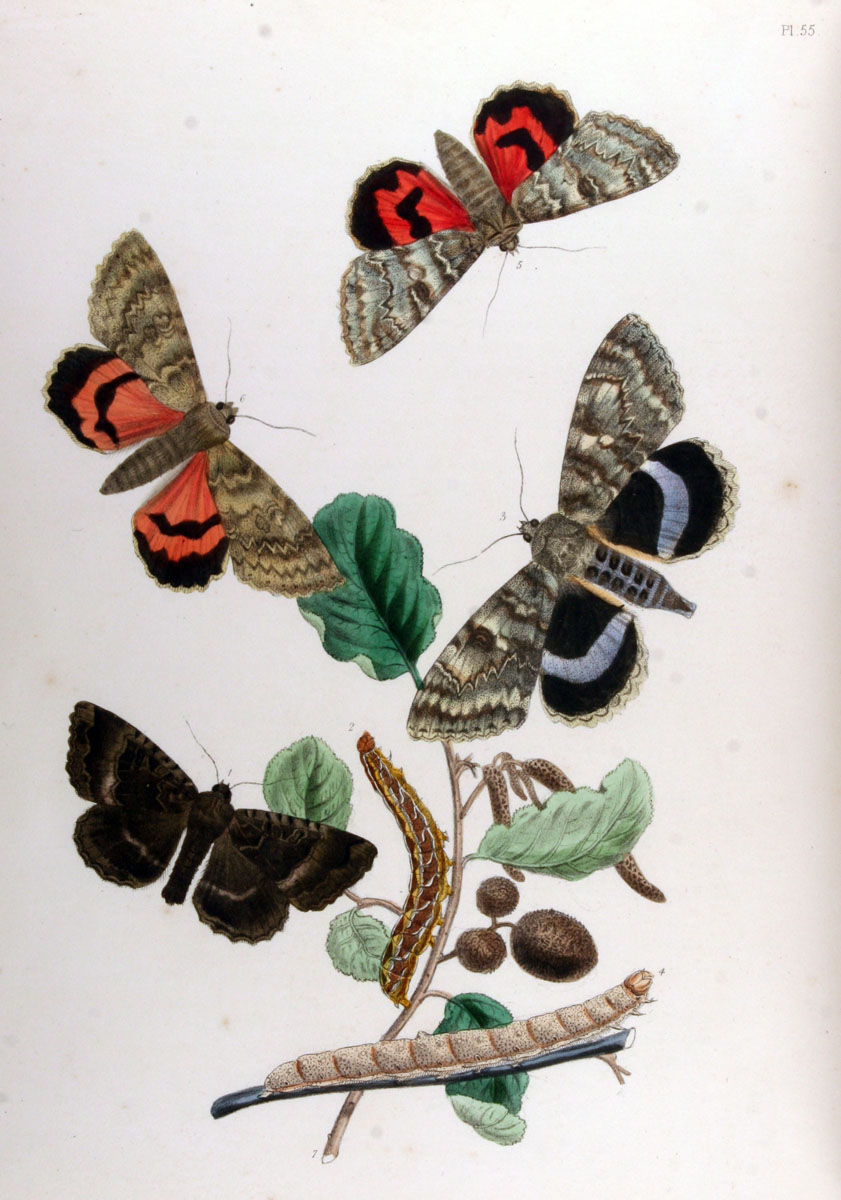
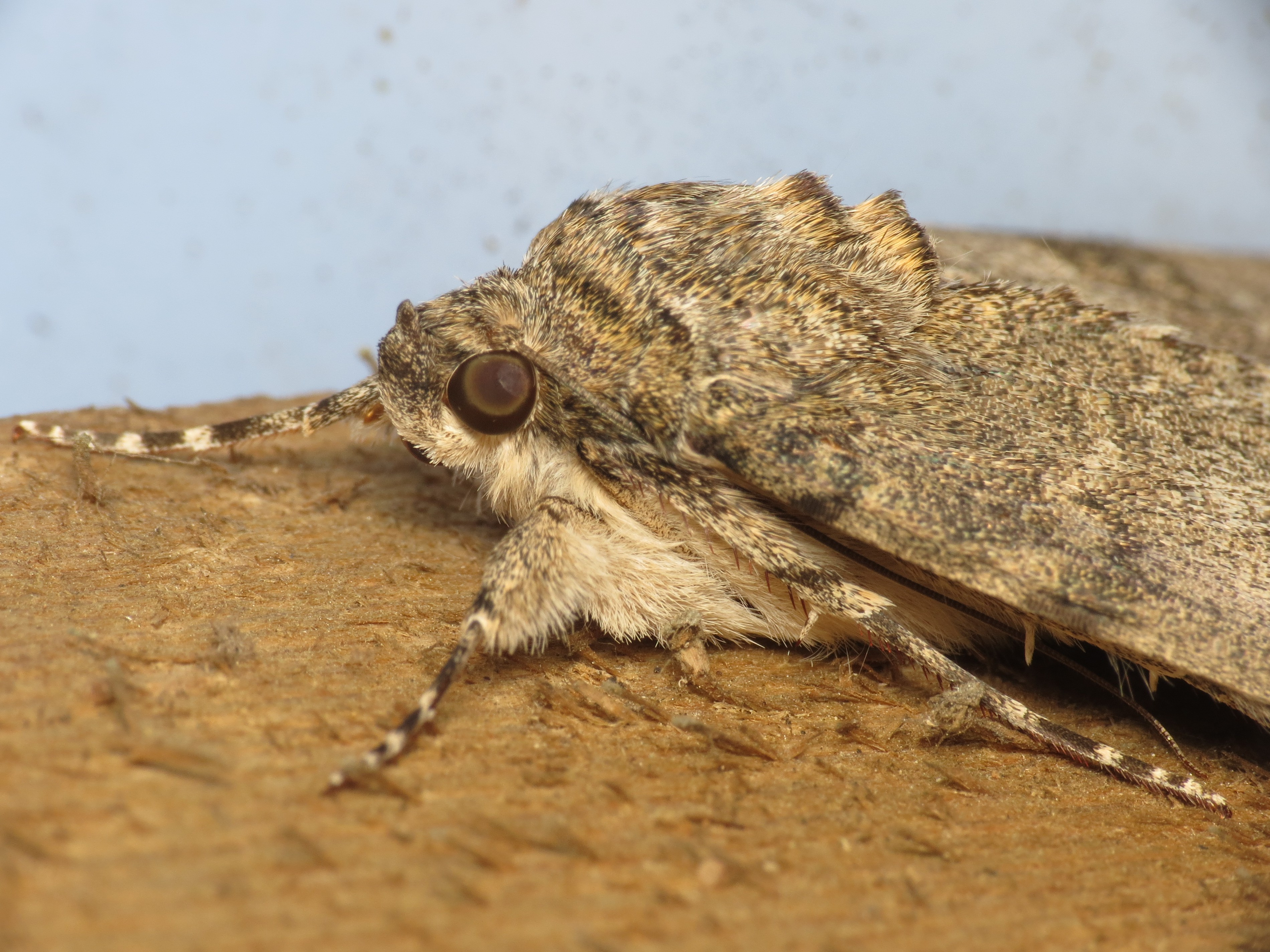